# Karine Sergerie
Pour les articles homonymes, voir Sergerie.
Karine Sergerie, née le 1er février 1985 à Montréal (Canada), est une taekwondoïste canadienne.
Elle obtient la médaille d'argent olympique en 2008 à Pékin en moins de 67 kg, un an après avoir remporté la médaille d'or aux Jeux panaméricains de 2007 à Rio de Janeiro. Elle a également raflé l'or aux Championnats du monde de taekwondo 2007 se tenant à Pékin.